# Carolyn Bertram
Pour les articles homonymes, voir Bertram.
Carolyn Bertram, née le 21 avril 1974, est une femme politique canadienne libérale. 
Elle représente la circonscription de Rustico-Emerald à l'Assemblée législative de l'Île-du-Prince-Édouard à partir de 2003. Elle devient présidente de l'Assemblée en 2007. Elle ne se représente pas à l'élection générale du lundi 4 mai 2015. 
Elle est ministre chargée des affaires francophones en 2009 puis ministre de la Santé et du Bien-être de 2010 à 2015,.